# 巴塞罗那德国馆
1929年巴塞罗那世界博览会德国馆，一般简称巴塞罗那德国馆、德国馆，位于西班牙巴塞罗那，是密斯·凡德罗设计的1929年世界博览会德国国家馆。它也是世界博览会的德国展区开幕式的举办场所。德国馆因其简单的设计和昂贵的建材（诸如大理石和洞石）而在现代主义建筑史上具有重要意义。1929年间，也曾有多次国际现代艺术展在此举行。

## 理念
因为在1927年斯图加特制造联盟展览会上出色的表现，1928年，德国政府把巴塞罗那世博会的德国馆，以及德国展区的所有建筑的艺术设计和建造工作都委托给了密斯。然而，完成这个委托有很多困难——他需要在不到一年的时间内把场馆设计完成，还要预防经济形势的变化造成的不利影响。
第一次世界大战以后，德国于1924年实行了道威斯计划，经济开始复苏。德国人希望这座场馆能够在设计上称为新的魏玛共和国的自画像：民主、文化进步、繁荣，并且是完全的和平主义者。负责世界博览会的专员格奥尔格·冯·施尼茨勒认为，新的场馆应当“向新的时代发出呼唤”。这个理念最终由“自由平面”和“流动空间”的设计实现。

## 建造
密斯对施尼茨勒的要求做出了强烈的反应。由于审美问题，他拒绝了原先计划使用的地皮，采用了替代的一块地。这块地位于一条宽阔的斜线较窄的一侧，相对偏僻，但也是在前往博览会主要景点“西班牙村庄”的路线上，参观者可以从此处看到“西班牙村庄”。
和普通的展馆不同，密斯在这个建筑设计中充分体现了他在1928年提出的“少即是多”的建筑处理原则。德国馆的设计将贸易展览排除在外——除了一座雕塑和几件专门设计的家具（称作“巴塞罗那椅”或者“密斯椅”）之外，展馆内没有任何展品。这样一来，密斯可以将展馆设计为连续的空间，使得展馆内外没有明确的界限。“这座建筑的设计将结构和围护完全分开——自由排布的平面隔断穿插于十字形的钢材组成的矩形框架中。”但是，实际上这座建筑的隔断也是承重的，所以它更接近于混合结构。展馆的平面图非常简单。展馆的基础是由洞石建造的，从平面图上看接近“U”型，主展馆、一个辅助用房和一个大型水池都坐落其上。地板从馆内一直延伸到水池，和隔断一样，起到了连接内外的作用。展馆相对大水池的另一侧，围墙也组成了“U”型，“U”型中间则是一个较小的水池，水池中竖立着格奥尔格·科尔贝所作的雕塑。屋顶由镀铬的十字形钢柱撑起，给人以悬在空中的感觉。罗宾·埃文斯说，闪闪发亮的柱子更像是在把“悬浮”的屋顶向下拉，而非向上支撑其重量。
密斯希望德国馆能够作为路途中的参观者“理想的休息之所”。它本身并不当作展览馆使用，相反，它本身就是一件展品。展馆的设计使得游客无法径直穿过展馆，从进入到走出的过程需要迂回走过整座建筑。在划分空间的同时，隔断或互相连接，或互相平行，组成了宽窄不一的空间，以达到引导客流的目的。参观者沿数级台阶而上进入展馆，而由于地块是倾斜的，展馆出口处的台基和地面等高，参观者无需再下台阶，即可前往”西班牙村庄”。
德国馆的另一个独特之处在于，它的材料十分特殊。隔断的石材采用了类似提诺斯（Tinos）大理石的饰面材料和金色的缟玛瑙，而玻璃则有灰色、绿色、白色和半透明的材质。
由于是建造德国馆的目的是参加展览，它仅仅设计为临时建筑，而于1930年初被拆除，从建成到拆除甚至不足一年时间。不过，1983年到1986年，几个西班牙建筑师根据原始平面图和一些黑白照片重建了德国馆。

## 雕塑
德国馆不但表达了对空间的全新理解，也是一个展示自由艺术和建筑设计交融的平台。密斯将格奥尔格·科尔贝的雕塑“黎明”（Alba）安放在了较小的水池中，使得大水池显得更加空旷。这座雕塑因为周边材料和水面的反射而使参观者可以同时获得多角度的视觉效果。“从今以后，建筑的建造和视觉设计将平起平坐，雕塑将不再像以前一样是建筑物的附属，而将成为空间设计的一部分，并使空间更好地表达出来。这种趋势的最佳范例就是巴塞罗那德国馆。”

## 图集

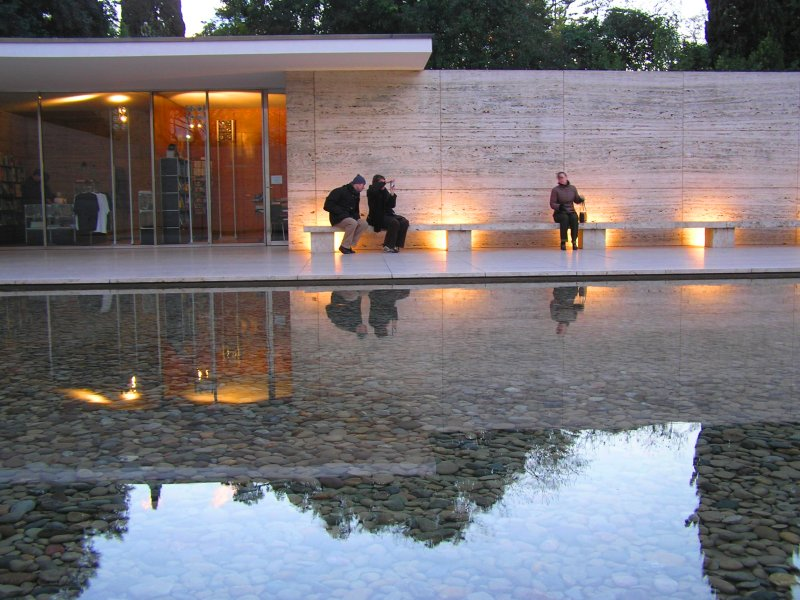
重建的巴塞罗那德国馆
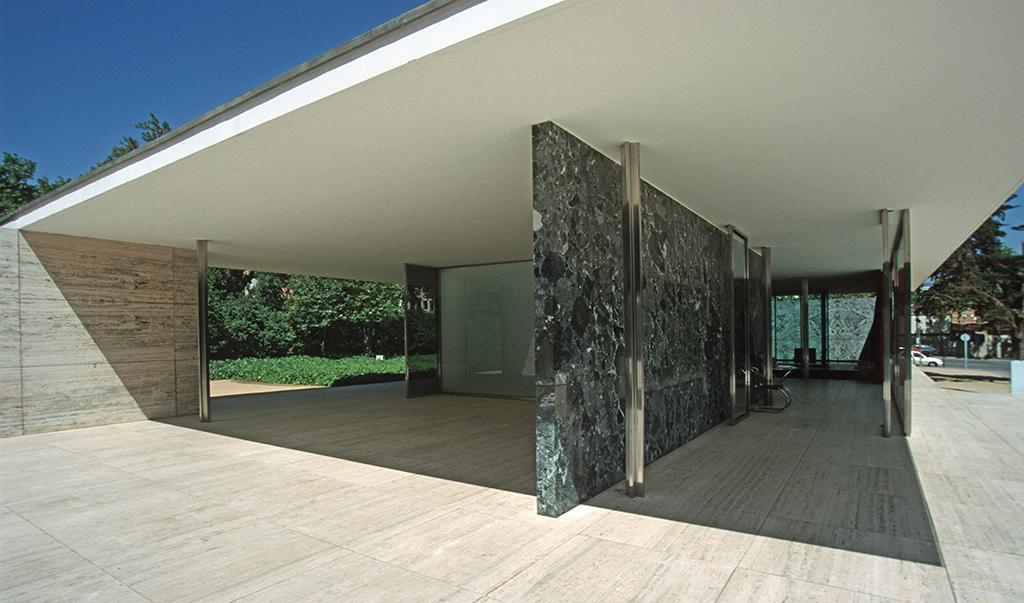
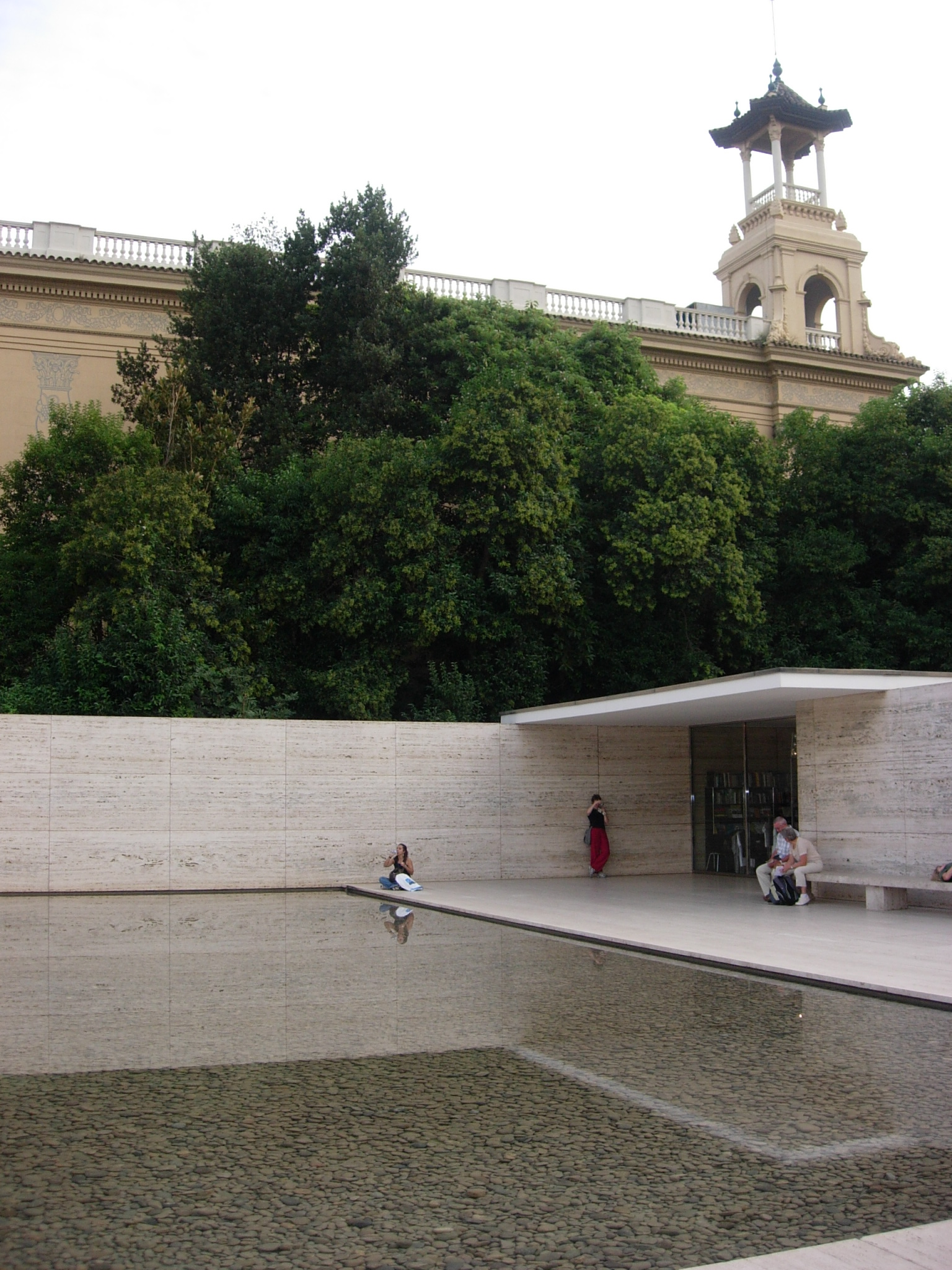
地板延伸到水面上
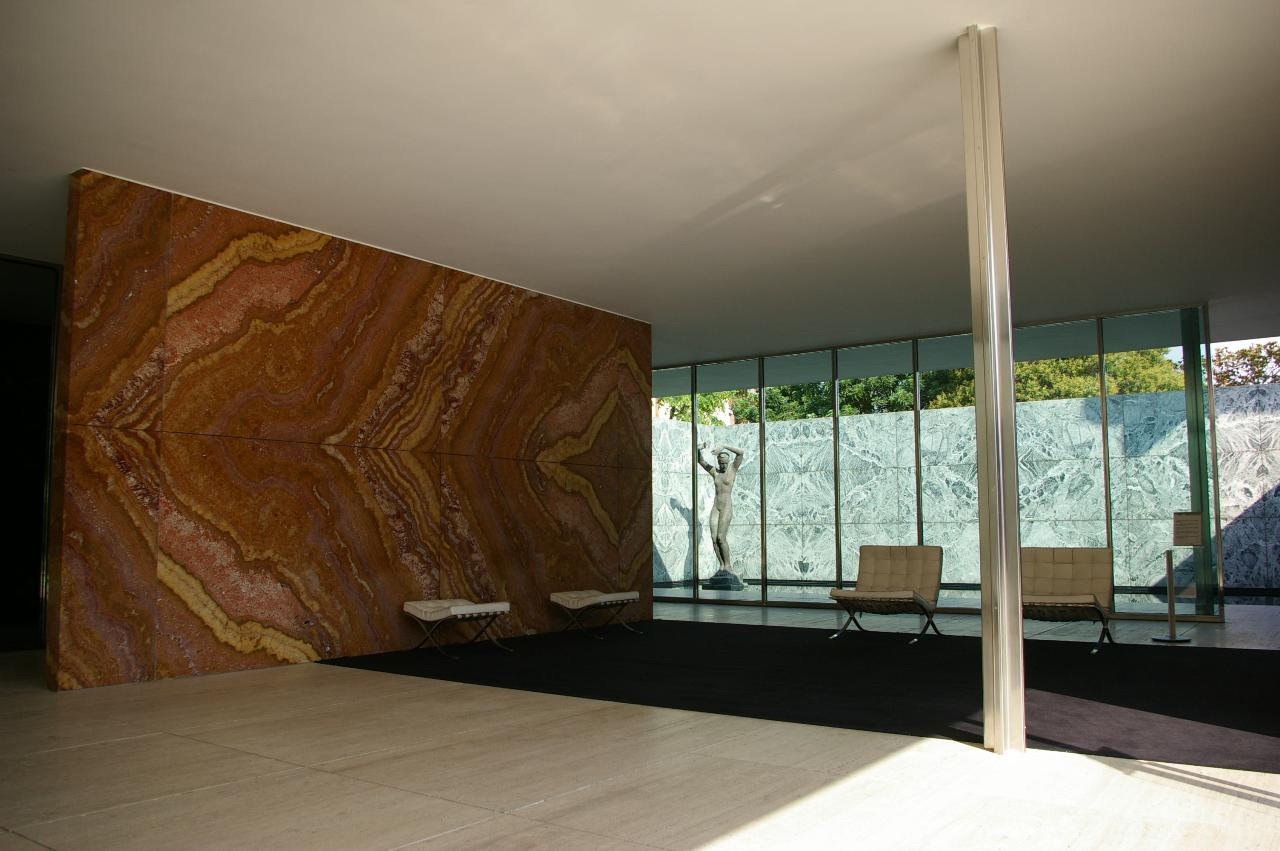
一根钢柱
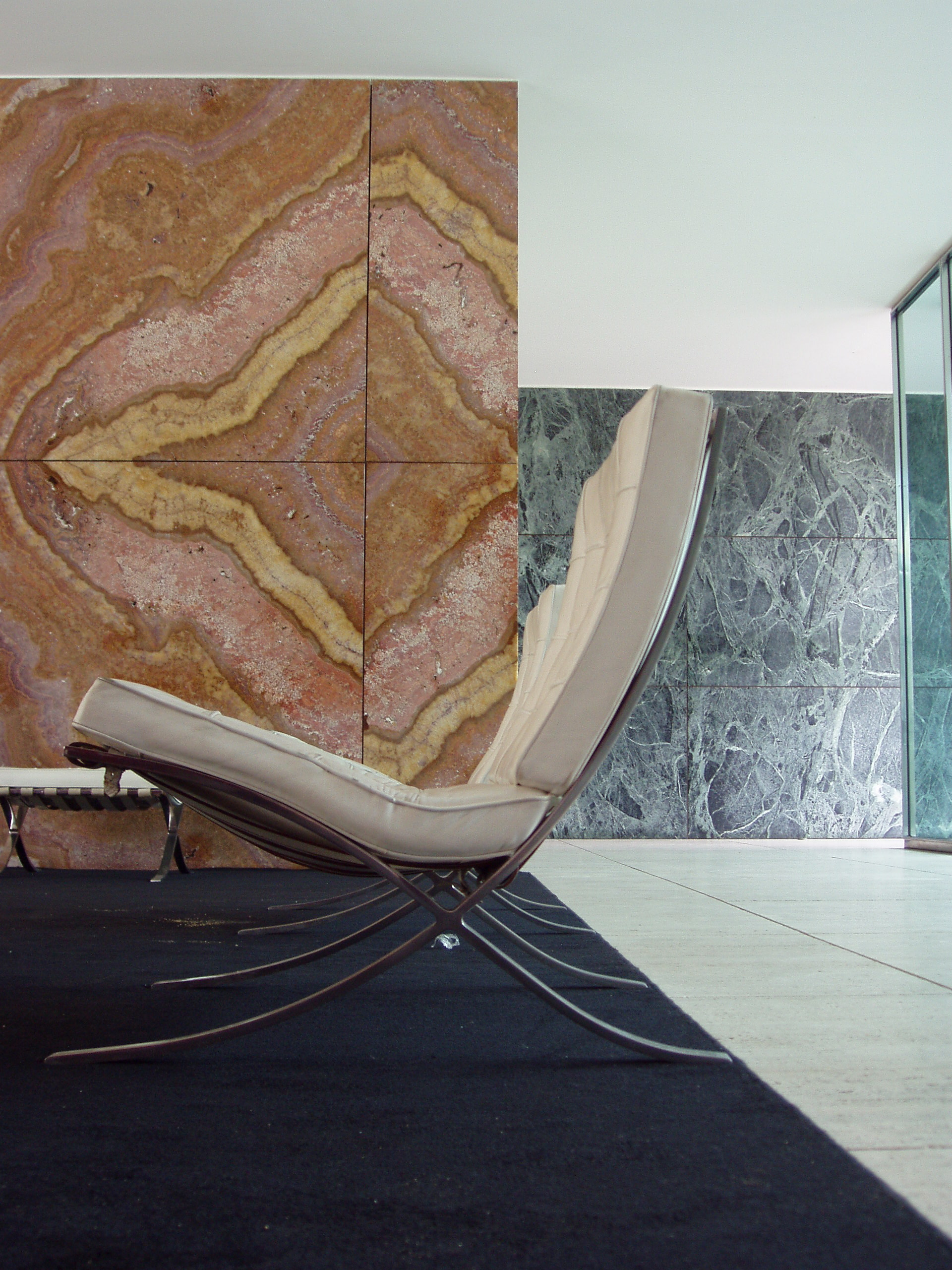
巴塞罗那椅和背后独特的墙壁材料
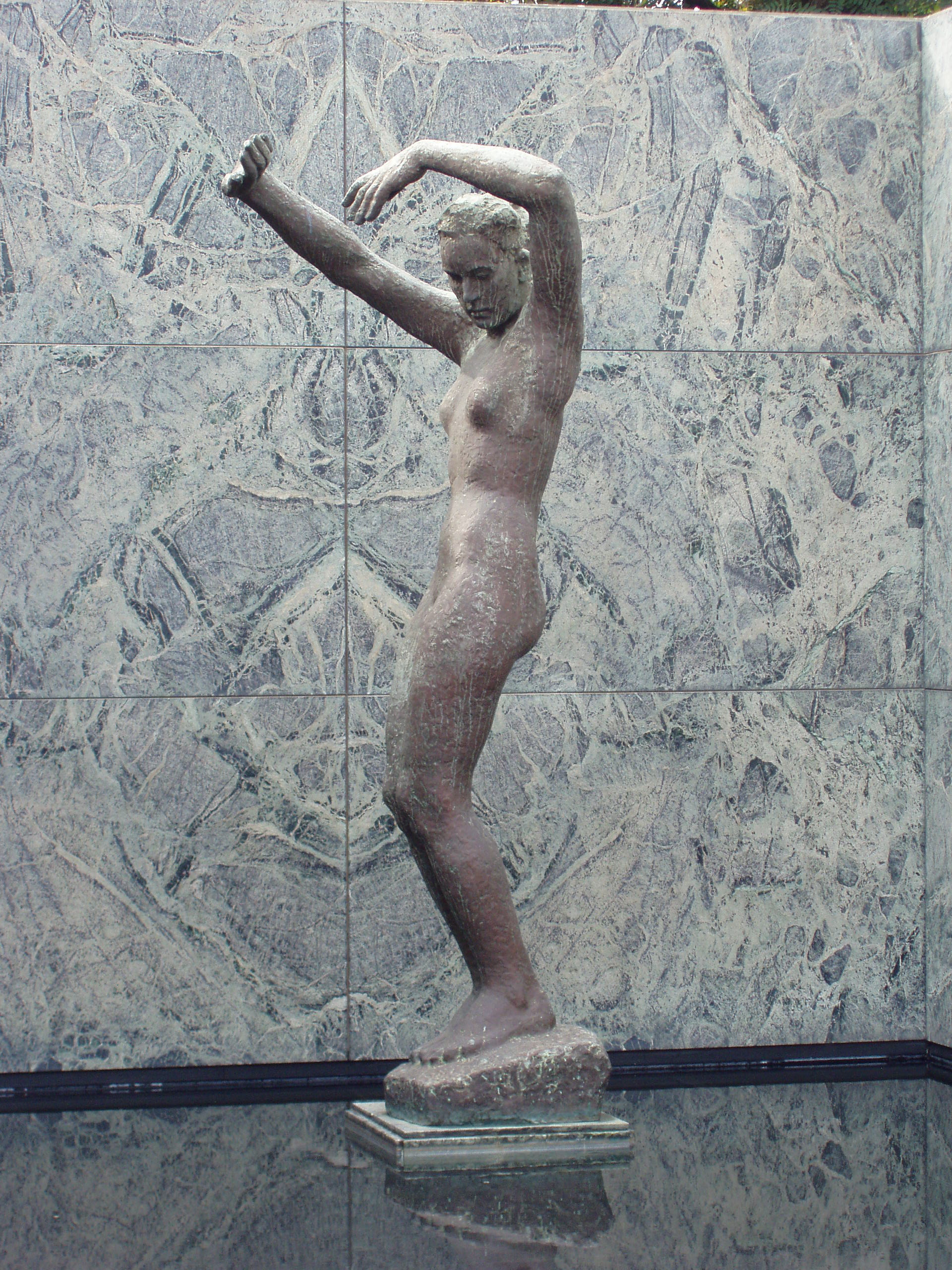
格奥尔格·科尔贝的雕塑“黎明”